# Otto Nathan

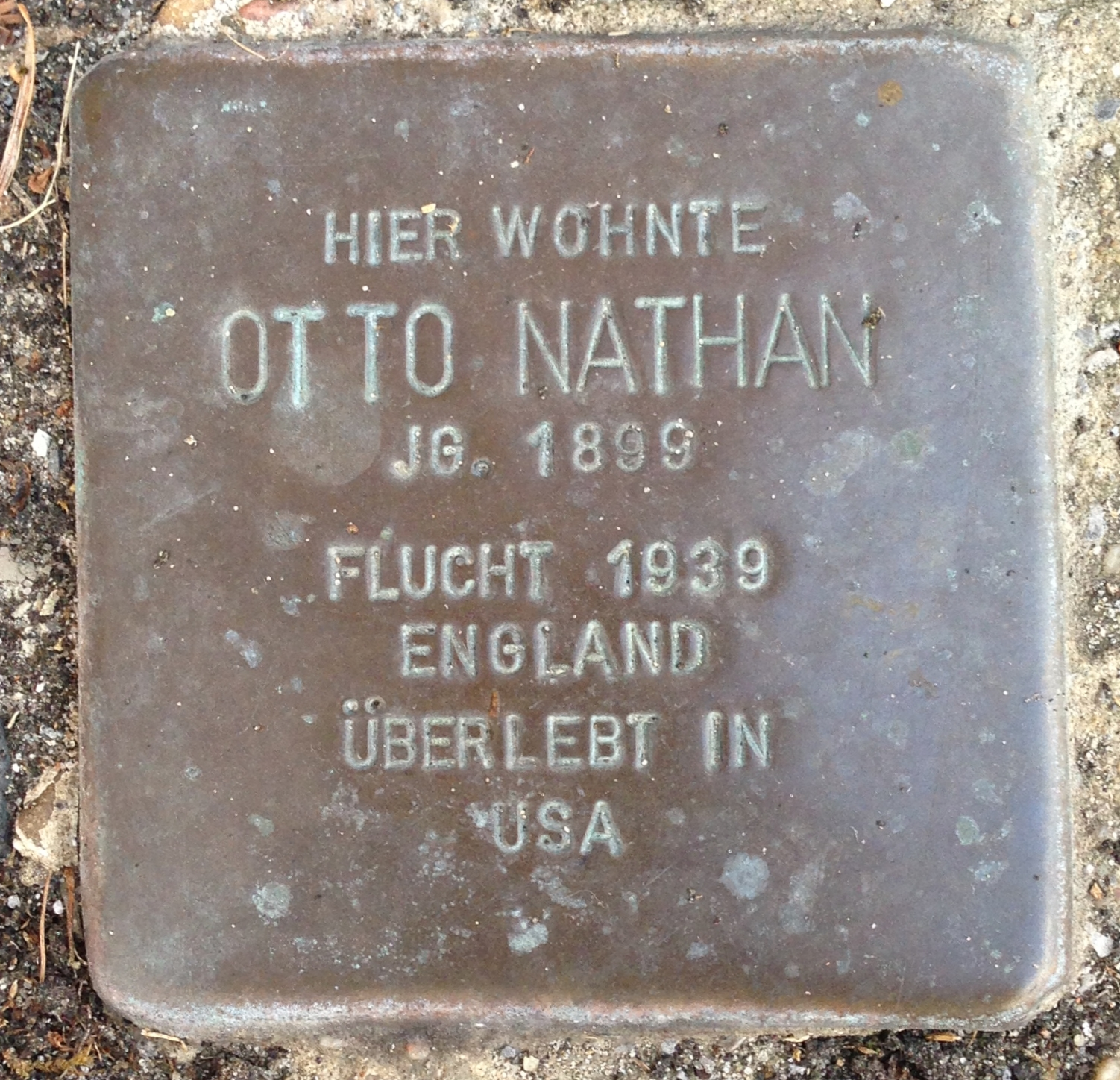
Stolperstein von Otto Nathan an einem ehemaligen Wohnort in Deutschland

Otto Nathan (geboren 15. Juli 1893 in Bingen; gestorben 27. Januar 1987 in New York City) war ein deutsch-amerikanischer Nationalökonom und von 1955 bis 1987 der Nachlassverwalter Albert Einsteins.

## Leben und Werk
Nathan studierte Volkswirtschaft und Recht in Freiburg und München und schloss beide Studiengänge jeweils mit einer Promotion ab. Er trat in den Staatsdienst und erreichte dort den Rang eines Oberregierungsrates. Von 1920 bis 1933 war er Regierungsberater in Wirtschaftsfragen und nahm 1927 als Mitglied der deutschen Delegation an der Weltwirtschaftskonferenz in Genf teil. Neben seiner Tätigkeit als Beamter wirkte er zudem von 1928 bis 1933 als Privatdozent an der Hochschule für Politik in Berlin.
Nach der Machtergreifung der Nationalsozialisten 1933 emigrierte Nathan in die USA und unterrichtete dort an der Princeton University (1933–1935), der New York University (1935–1942), dem Vassar College (1942–1944) und der Howard University (1946–1952). Während seiner Zeit in Princeton lernte er Albert Einstein kennen, mit dem ihn schnell eine enge Freundschaft verband. 1939 nahm er die amerikanische Staatsbürgerschaft an und war von 1940 bis 1941 auch Berater für das US-Verteidigungsministerium. Zu dieser Zeit setzte er sich auch für deutsche Flüchtlinge ein und unterstützte dabei Hermann Kesten und das Emergency Rescue Committee.
Nathan verfasste eine Reihe von Schriften zu unterschiedlichen ökonomischem Themen, darunter mehrere, die sich mit dem Wirtschaftssystem des Nationalsozialismus befassten. 1944 legte er die wohl erste umfassende Analyse des nationalsozialistischen Wirtschaftssystems vor. In ihr kam er unter anderem zum Schluss, dass es sich weder um ein klassisches kapitalisches noch um ein sozialistisches Wirtschaftssystem handele, sondern dass es Elemente aus beiden Systemen aufweist.
Nathan verstand sich sein Leben lang als linker Pazifist, was ihn in den 1950er Jahren während der McCarthy-Ausschüsse in Konflikt mit den Behörden brachte. Er verlor seine Stelle an der Universität und das Außenministerium verweigerte ihm die Ausstellung eines Reisepasses, den er beantragt hatte, um außerhalb der Vereinigten Staaten unterrichten zu können. Nathan klagte dagegen erfolgreich vor Gericht und war so der erste US-Bürger, der das Außenministerium zur Herausgabe eines Reisepass zwang, drei Jahre bevor das historische Gerichtsurteil in Kent v. Dulles (1958) das Recht eines Amerikaners ins Ausland zu reisen beziehungsweise auf einen Reisepass etablierte. Später wurde er dann noch vom Ausschuss für unamerikanische Umtriebe vorgeladen und anschließend aufgrund seiner Weigerung, mit ihm zu kooperieren, wegen Verachtung des Kongresses verklagt. Der Prozess endete jedoch mit seinem Freispruch. In den 1960er Jahren beteiligte er sich an Mahnwachen am Times Square gegen den Vietnamkrieg.
Nathan war ein langjähriger enger Vertrauter und Freund von Albert Einstein, der ihn in seinem Testament von 1950 zusammen mit seiner Sekretärin Helen Dukas als Nachlassverwalter seines intellektuellen Erbes einsetzte. Nach dem Tode Albert Einsteins 1955 widmete Nathan sich ganz der Verwaltung des intellektuellen Nachlasses und dem Aufbau eines Einstein-Archives, dessen Umfang er verdreifachte. 1982 übergab er das Archiv und die Rechte am literarischen Nachlass der Hebräischen Universität Jerusalem, so wie es Einstein in seinem Testament vorgesehen hatte. Nathan gewährte der Öffentlichkeit lange Zeit keinen Einblick in den Nachlass, er selbst veröffentlichte nur zusammen mit Heinz Norden 1960 den Band Einstein on Peace. 1971 schloss er einen Vertrag mit der Princeton University zur Herausgabe der gesammelten Schriften. In diesem Rahmen gewährte er einigen wenigen Physikern und Wissenschaftshistorikern Zugriff auf das Archiv, unter ihnen Gerald Holton und John Stachel. John Stachel wurde 1977 zum Herausgeber berufen, aber Nathan gewährte nur ihm persönlich Zugriff auf die Originale und verweigerte ihn Stachels Mitarbeitern. Zudem führte Nathan mehrere Rechtsstreite über Einsteins Nachlass, unter anderem auch mit Stachel, dem er als Herausgeber misstraute. Eine uneingeschränkte Auswertung aller Archivmaterialien durch die wissenschaftliche Öffentlichkeit war daher lange Zeit nicht möglich gewesen.

## Schriften
- Grundsätzliches über die Zusammenhänge zwischen Volkswirtschaft und Steuern. 1920
- Grundsätzliches über die Zusammenhänge zwischen Volkswirtschaft und Besteuerung. In: Jahrbücher für Nationalökonomie und Statistik, 1921
- Ausländische und weltwirtschaftliche Wirtschaftsbeobachtung. In: Allgemeines statistisches Archiv, ISSN 0002-6018, Bd. 19 (1929), S. 174–188
- Cartels and the state in the light of German experience. In: Government control of the economic order (1935), S. 55–71
- The N.I.R.A. and stabilization. In: The American economic review, ISSN 0002-8282, Bd. 25 (1935), S. 44–58
- Consumption in Germany during the period of rearmament. In: The quarterly journal of economics, ISSN 0033-5533, Bd. 56 (1941/42), S. 349–384
- The Nazi economic system : Germany's mobilization for war. 1944
  - spätere Ausgabe bei Russell & Russell, New York,  1971, ISBN 0-8462-1501-2, ISBN 978-0-8462-1501-1
- Nazi war finance and banking. 1944
- Nazi War Finance and Banking Our Economy in War. Cambridge, Massachusetts: National Bureau of Economic Research, 1944.
- mit Heinz Norden: Einstein on peace. 1960
- mit Myron E. Sharpe: Marxismo y capital de monopolio. 1967